# 982 Franklina
A 982 Franklina (ideiglenes jelöléssel 1922 MD) a Naprendszer kisbolygóövében található aszteroida. Harry Edwin Wood fedezte fel 1922. május 21-én, Johannesburgban.